# Et si c'était vrai... (film)
Pour les articles homonymes, voir Et si c'était vrai... (roman) et Just Like Heaven.
Pour plus de détails, voir Fiche technique et Distribution.
Et si c'était vrai… (Just Like Heaven) est une comédie romantique américaine réalisée par Mark Waters, sorti en 2005. Le film est librement adapté du roman Et si c'était vrai… de Marc Levy publié en 2000.
Le film obtient des critiques partagées mais est un succès au box-office, réalisant plus de 102,8 millions de dollars de recettes. Le film est produit par Steven Spielberg.

## Synopsis
Elizabeth Masterson (Reese Witherspoon) est une jeune médecin urgentiste consciencieuse et volontaire qui s'investit entièrement dans son travail, jusqu'à ce qu'elle soit victime d'un accident de voiture la plongeant dans un coma dépassé. Trois mois plus tard, David Abbott (Mark Ruffalo), jeune veuf devenu solitaire et alcoolique depuis la perte de son épouse, s'installe dans son appartement. C'est dans ce lieu que commence une relation étrange entre cet homme et le fantôme de la jeune femme disparue qu'il est le seul à voir et entendre.
David, persuadé d'être d'abord fou, a du mal à faire comprendre à Elizabeth qu'elle n'est plus chez elle mais chez lui. David accepte finalement de l'aider à enquêter sur son passé qu'elle a intégralement oublié et les causes de son état. Malgré cette situation, ils développent progressivement des sentiments réciproques.

## Fiche technique
Sauf indication contraire, les informations mentionnées dans cette section peuvent être confirmées par les bases de données cinématographiques IMDb et Allociné,  présentes dans la section « Liens externes ».
- Titre original : Just Like Heaven
- Titre français : Et si c'était vrai ...
- Réalisation : Mark Waters
- Scénario : Ronald Bass, Leslie Dixon et Peter Tolan[2], d'après le roman Et si c'était vrai… de Marc Levy
- Musique : Rolfe Kent
- Direction artistique : Maria L. Baker
- Décors : Cary White
- Costumes : Sophie De Rakoff
- Photographie : Daryn Okada (en)
- Son : Douglas Axtell, Chris Carpenter, Andy Koyama
- Montage : Bruce Green
- Production : Laurie MacDonald et Walter F. Parkes
  - Production exécutive : David Geffen et Jeffrey Katzenberg
  - Production déléguée : David B. Householter
  - Production associée : Veronica Brooks
  - Coproduction : Marc Lévy et Gerald R. Molen
  - Coproduction déléguée : Kathleen Kennedy et Frank Marshall
- Sociétés de production : Amblin Entertainment, MacDonald/Parkes Productions et The Kennedy/Marshall Company, présenté par Dreamworks Pictures
- Sociétés de distribution : DreamWorks Distribution (États-Unis) ; United International Pictures (France, Suisse romande)
- Budget : 58 millions USD[3],[4]
- Pays de production :  États-Unis
- Langues originales : anglais, espagnol, mandarin
- Format : couleur (Technicolor) — 35 mm — 1,85:1 (Panavision) — DTS / Dolby Digital / SDDS
- Genre : comédie, romance, drame, fantastique
- Durée : 95 minutes
- Dates de sortie[5] :
  - États-Unis, Québec : 16 septembre 2005[6]
  - France : 10 novembre 2005 (Festival du film de Sarlat) ; 23 novembre 2005 (sortie nationale)[7]
  - Belgique, Suisse romande : 7 décembre 2005[8],[9]
- Classification[10] :
  - États-Unis : accord parental recommandé, film déconseillé aux moins de 13 ans (PG-13 - Parents Strongly Cautioned)[N 1]
  - France : tous publics[11]
  - Belgique : tous publics (Alle Leeftijden)[8]
  - Suisse romande : interdit aux moins de 7 ans[12]
  - Québec : tous publics (G - General Rating)[6]

## Distribution
- Reese Witherspoon (VF : Sandra Valentin) : Elizabeth Masterson
- Mark Ruffalo (VF : Arnaud Arbessier) : David Abbott
- Donal Logue (VF : Pascal Casanova) : Jack Houriskey, l'ami de David
- Dina Spybey (VF : Céline Monsarrat) : Abby Brody, la sœur d'Elizabeth
- Ben Shenkman (VF : Tugdual Rio) : Brett Rushton, l'ex collègue et rival d'Elizabeth
- Ivana Miličević (VF : Annie Milon) : Katrina, la jolie voisine
- Jon Heder (VF : Sébastien Desjours) : Darryl, le libraire
- Rosalind Chao (VF : Dominique Vallée) : Fran
- Willie Garson (VF : Georges Caudron) : le maître d'hôtel
- Caroline Aaron (VF : Michèle Buzynski) : Grace
- Chris Pflueger : Tom Brody
- Kerris Dorsey : Zoe Brody
- Alyssa Shafer (de) : Lily Brody
- Ron Canada (en) : Dr Walsh
- Gabrielle Made : l'infirmière Maria
- Shulie Cowen : l'infirmière Jenny

## Production

### Bande originale
- Just like heaven par Katie Melua
- Lust for Life par Kay Hanley (en)
- I put a Spell on You par Screamin' Jay Hawkins
- Just Like Heaven par The Cure
- Brass in Pocket par Kelis, d'après le titre sorti en 1980 du groupe The Pretenders
- Just My Imagination par Pete Yorn
- Strange Invitation par Beck
- Good Times Roll par The Cars
- Colors par Amos Lee

## Accueil

### Accueil critique
Le film a été récompensé du Gérard du plus mauvais film étranger en 2006.

### Box-office
Le film obtient des critiques partagées et moyennes dans l'ensemble, mais atteint la première place du box-office aux États-Unis, réalisant plus de 102,8 millions de dollars de recettes.

## Distinctions

### Récompense
- Teen Choice Awards 2006 : meilleur film de comédie sentimentale destiné aux jeunes femmes[14]

### Nomination
- Teen Choice Awards 2006 : meilleur acteur dans un film de comédie pour Jon Heder[14]

## Autour du film
Et si c'était vrai... est l'adaptation très libre du roman homonyme français écrit par Marc Levy et publié en 2000. Numéro un des ventes fiction en 2000, ce roman est traduit dans plus de 30 langues. En 2005, l'écrivain sort Vous revoir, suite de Et si c'était vrai…

### Éditions en vidéo
- En France, le film Et si c'était vrai... est sorti en DVD le 24 mai 2006[15]. Par la suite, le film est ressorti deux fois en DVD le 18 octobre 2006[16] et le 13 mai 2008[17], mais aussi en VOD le 15 octobre 2017[7].
- Au Québec, le film est sorti en DVD le 23 mai 2006[6].